# Nemes Zoltán (grafikus)
Nemes Zoltán (Budapest, 1968. április 19. –) magyar grafikus, karikaturista, illusztrátor, web design tervező.

## Pályája
1988-tól a Pannónia Filmstúdió animációs rajzolója (Sárkány és papucs, A hercegnő és a kobold). Első karikatúrái 1989-ben jelentek meg a Hócipőben.  1991-1993 között a Ludas Matyi munkatársaként működött.
1993-tól számos országos napi- és hetilapban, szatirikus kiadványban publikál (Mai Nap, Kurír, Veszett Veréb, Új Ludas Matyi, HVG online stb.) 1995-2001 között a Világgazdaság állandó karikaturistája. 2004-2009 között a Népszabadságban és mellékleteiben publikált. Készít alkalmazott grafikai munkákat, könyv- és sajtóillusztrációkat.
1995 óta weboldalak grafikai tervezését, kivitelezését, cégarculatok, kiadvány- és csomagolástervezést, termékek designjának megalkotását vállalja.
2002-ben megalapította a Green Forest Studio-t, melynek keretében rajzos készségfejlesztő játékokat és számítógépes oktatóprogramokat készít gyerekeknek. Számos interaktív tananyagot és oktatóprogramot tervezett és illusztrált többek között a Budapesti Műszaki Egyetem és az MTA Számítástechnikai és Automatizálási Kutatóintézet (SZTAKI), illetve a Magyar Madártani és Természetvédelmi Egyesület számára. 2007 óta virtuális terek grafikai tervezését (pl. Second Life), illetve oktatási célú interaktív tartalomfejlesztést vállal.

## Fontosabb díjai
- 2001. - Brenner György-díj
- 2011. - Kétfilléres díj